# Тории Киёмото
Тории Киёмото (яп. 鳥居 清元 Тории Киёмото,  1645—1702) — японский художник, мастер укиё-э, основатель династии Тории.

## Биография и творчество
Тории Киёмото — основатель династии художников Тории. Тории Киёмото был известным актёром театра кабуки в Осаке, выступавшем в амплуа оннагата (исполнение женских ролей). В 1667 году он перебрался вместе с семьёй в Эдо, где не смог найти место в труппе театра. Но по предложению антрепренёра Итимурадза изготовил несколько плакатов и афиш для спектаклей. Успех этих работ привёл к тому, что Киёмото был завален заказами со всех столичных театров. В результате он создал собственную мастерскую по изготовлению плакатов и афиш.
Работы Тории Киёмото не сохранились.
Фактическое основание школы связывают с сыном Киёмото - Киёнобу Тории. Совместно с другим художником Киёмасу Тории, Киёноби считается родоначальником портретного жанра якусе-э и создателем стиля арагото в гравюре. Ученики Киёнобу, отдавая дань гению своего учителя, принимали его фамилию и брали себе новые имена, начинающиеся с первого иероглифа учителя - Киё.